# Tanzaku

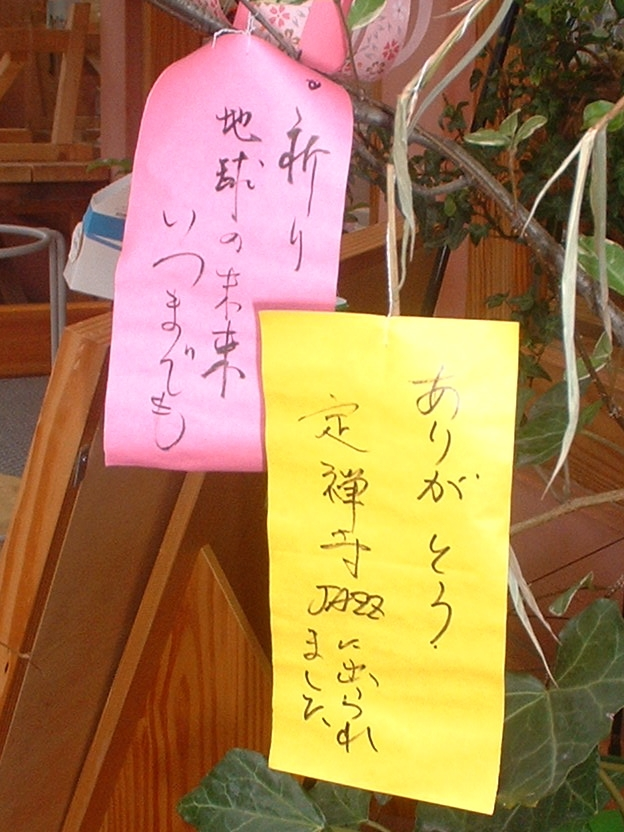
Tanzaku.

Un tanzaku (短冊) est une petite carte verticale utilisée à l'origine pour écrire des poèmes.
De nos jours, il est davantage utilisé pour écrire son vœu le plus cher lors de la fête de Tanabata (七夕).